# Port lotniczy Matamoros
Port lotniczy Matamoros (IATA: MAM, ICAO: MMMA) – port lotniczy położony w Matamoros, w stanie Tamaulipas, w Meksyku.